# 一般訓練
一般訓練（いっぱんくんれん、英：general training）とは、企業内で実施される職業訓練において、その職業訓練を実施する企業だけでなく、他の企業でも有用な職業訓練をいう。これに対して、企業特殊訓練（きぎょうとくしゅくんれん、英：specific training）とは、その職業訓練を実施する企業以外の企業に対しては有用ではない職業訓練をいう。

## 具体的な訓練内容の例
一般訓練は、例えば語学、パソコンなどである。企業特殊訓練は、例えば企業独自の仕事のやり方やその企業のみで役に立つ技能などである。